# نالینی جایوانت
نالینی جایوانت (انگلیسی: Nalini Jaywant; زاده ۱۸ فوریهٔ ۱۹۲۶ – درگذشته ۲۰ دسامبر ۲۰۱۰) هنرپیشه اهل هند بود.
از فیلم‌ها یا برنامه‌های تلویزیونی که وی در آن نقش داشته‌است می‌توان به راهی، عشق بی‌نظیر و بی‌دین اشاره کرد.
وی همچنین برندهٔ جوایزی همچون جایزه فیلم‌فیر شده‌است.